# Квентин Дорвард
«Кве́нтин До́рвард» (англ. Quentin Durward) — исторический роман Вальтера Скотта, впервые опубликованный в 1823 году. Повествует о временах Льежского восстания и франко-шотландского альянса. Главный герой — молодой шотландский дворянин из шотландской гвардии короля Людовика XI. Основным историческим источником служили записки Филиппа де Коммина.
Скотт закончил роман через пять месяцев после окончания предыдущего, «Певерил Пик», и читатели скептически отнеслись к тому, что писатель мог настолько быстро завершить книгу. Вероятно, это была одна из причин медленных продаж на родине писателя. Во Франции, однако, книга произвела фурор, а переводы с французского издания вскоре заполонили всю континентальную Европу.
Учитывая большой успех «Квентина Дорварда», Вальтер Скотт в 1829 году повторно обратился к эпохе франко-бургундского противостояния. На основе записок Коммина им был создан ещё один роман — «Карл Смелый, или Анна Гейерштейнская, дева Мрака».

## Сюжет
Действие романа происходит во Франции около 1468 года, во время противостояния между Людовиком XI, королём Франции, и его вассалом Карлом Смелым, герцогом Бургундии. Стремясь ослабить своего могущественного вассала, Людовик тайно подстрекает города Гент, Льеж и Малин на восстание против Карла, их сеньора.

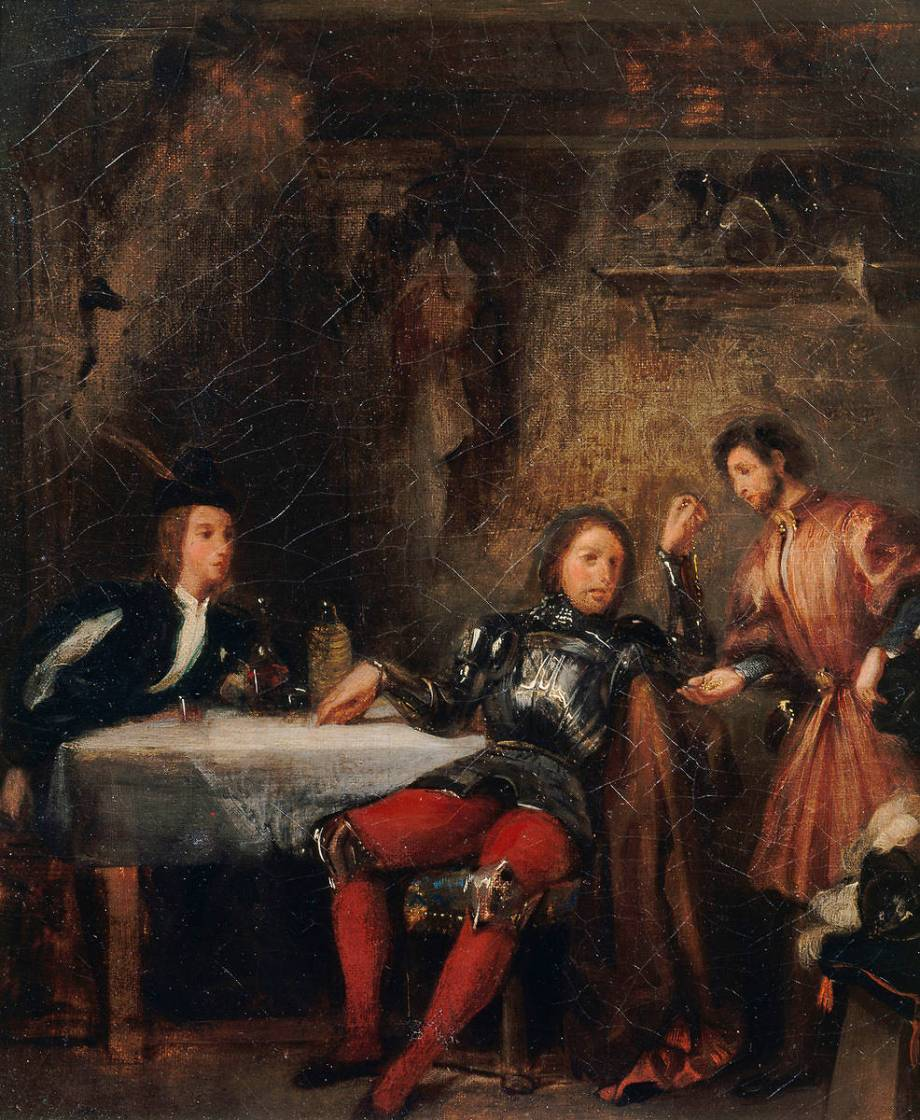
Эжен Делакруа Квентин Дорвард в таверне (ок. 1828 - 1829). Музей изящных искусств (Кан)

Бургундская графиня Изабелла де Круа, находящаяся под покровительством и опекой герцога Карла, отказывается выйти замуж за его фаворита, графа Кампобассо, и пытается найти убежище у короля Людовика.
Герцог Карл, равный королю Людовику по богатству и знатности, в свою очередь, давно ищет повода для того, чтобы отказаться от оммажа, присяги на верность, который герцоги Бургундии традиционно приносили французским королям, чтобы стать господином в своём праве. Он готов объявить войну королю Людовику, если тот не выдаст ему графиню де Круа и не прекратит сеять смуту в подвластных ему фламандских городах. Однако у герцога нет прямых доказательств ни укрытия графини при дворе короля, ни участия Людовика в организации восстаний.
Король Людовик ведёт свою игру по ослаблению герцога, но при этом прямого столкновения, войны с Бургундией, хочет избежать, справедливо опасаясь в этом случае союза своего врага-вассала с Англией. Он убеждает графиню де Круа в том, что хочет ей помочь, но её присутствие при дворе может компрометировать Францию, поэтому ей лучше укрыться у епископа Льежского. По замыслу короля по пути следования к новому убежищу Изабеллу похитит и принудит к браку граф Гийом де ла Марк. Этот дворянин, прозванный за свой буйный нрав и страсть к насилию «Арденским вепрем», практически открыто занимается разбоем, возглавляя отряд отчаянных наёмников. После его женитьбы на Изабелле и законном перемещении в её земли, герцог Карл получит такого соседа, что его руки ещё долго не дойдут до борьбы с французским королём. Судьба и счастье самой Изабеллы короля волнуют мало.
В качестве провожатого Людовик выделяет графине молодого шотландского дворянина Квентина Дорварда, племянника Людовика Лесли, возглавляющего отряд шотландских стрелков на службе у французского короля. Молодой человек прибыл в Францию всего несколько дней назад, не осведомлён о многочисленных интригах короля, но пользуется его расположением, так как, по суеверию, свойственному Людовику, должен принести удачу.
Во время путешествия в Льеж Дорвард всячески оберегает Изабеллу от опасностей и раскрывает замышляемое против неё предательство.
Квентин — благородный и храбрый молодой человек, влюбляется в свою подопечную, она также не остаётся к нему равнодушной, но между ними лежит социальная пропасть: несмотря на дворянское происхождение, во Франции и Бургундии Дорвард чужак без рода и племени, наёмник без гроша за душой, а Изабелла — богатая представительница феодальной знати.
Прибыв в Льеж, графиня недолго оказывается в безопасности. Гийом де ла Марк прибывает к городу по наущению короля Людовика и, объединившись с восставшими горожанами, захватывает в плен и убивает шурина герцога Карла, Людовика де Бурбона, епископа Льежского. С трудом спасшись от Гийома де ла Марка, Изабелла решает вернуться под покровительство Карла Бургундского и просит Квентина сопровождать её. Им удается уйти от погони, добраться до границы бургундских владений и прибыть в Перонну к герцогу Карлу.
В это же время с визитом у герцога находится король Людовик, приехавший сюда с намерением обезоружить герцога Карла своим миролюбием и предотвратить войну между ними. Узнав о событиях в Льеже и придя в ярость при одном упоминании об участии в них стрелка королевской гвардии, герцог Карл разворачивает обвинение против короля, чтобы, уличив того в действиях против вассала, отказаться от оммажа. Однако Людовик отчаянно защищается и применяет все возможные уловки, чтобы добиться рассмотрения спора между ним и герцогом Карлом в справедливом суде. Благодаря показаниям Изабеллы и Квентина Дорварда король оправдывается от всех обвинений и сохраняет свой сюзеренитет над герцогом Карлом.
Герцог Карл, тем не менее, снова пытается выдать Изабеллу замуж, на этот раз за герцога Орлеанского, наследника Людовика, с тем, чтобы расстроить женитьбу герцога на дочери короля (и хоть этим насолить своему сюзерену, так ловко вывернувшегося из казалось бы безнадежного положения). Но она снова отвечает отказом. В гневе Карл обещает выдать её за любого, кто принесет ему голову Гийома де ла Марка. Квентин справляется с этой задачей с помощью своего дяди, Людовика Лесли, и добивается руки Изабеллы.

## Персонажи
- Квентин Дорвард — главный герой романа, бедный шотландский дворянин, стрелок шотландской гвардии Людовика XI
- Людовик Лесли, по прозвищу «Меченый» — дядя Дорварда по материнской линии, стрелок королевской гвардии Людовика XI
- Людовик XI — король Франции (1461—1483)
- Карл Смелый — герцог Бургундский (1467—1477), четвероюродный брат и вассал Людовика XI
- Никола Монфор, граф ди Кампобассо (1415—1478) — итальянский кондотьер, полководец Карла Смелого, предавший его в битве при Нанси (январь 1477 г.)
- Гийом де Ламарк, по прозвищу «Арденский вепрь» — Гийом I де Ламарк (ок. 1446—1485), сеньор из дома де Ламарк; дальний родственник графов Лимбургских, главарь разбойников, союзник Людовика XI
- Изабелла де Круа — бургундская графиня, возлюбленная Квентина Дорварда
- Людовик Орлеанский — в то время герцог Орлеанский (1465—1498); троюродный брат и наследник Людовика XI, которого тот стремится женить на своей некрасивой и болезненной дочери Жанне с целью пресечь линию наследников трона со стороны герцогов Орлеанских (брак состоялся в 1476 году)
- Тристан Отшельник — прево (начальник полиции) Людовика XI
- Хайраддин — цыган-проводник
- Оливье — Оливье ле Дэн (Olivier Le Dain; ум. 1484), цирюльник Людовика XI, а также советник и исполнитель многих щекотливых поручений короля; также известен как Оливье Негодяй (Olivier le Mauvais) и Оливье Дьявол (Olivier le Diable).
- Мартиус Галеотти — астролог Людовика XI
- Амелина де Круа — графиня, тётя Изабеллы де Круа
- граф Филипп де Кревкёр — подданный Карла Бургундского, двоюродный брат Изабеллы де Круа
- Жан де Балю — кардинал
- Дядюшка Пьер — богатый горожанин, роль которого играл Людовик XI во время первой встречи с Квентином Дорвардом
- Дюнуа — Франсуа (1447—1491), граф де Дюнуа; троюродный брат и подданный короля Людовика XI, двоюродный брат Людовика Орлеанского, родоначальник рода Лонгвилей.
- Людовик де Бурбон — Луи (1438—82), принц французского королевского дома из Бурбонской линии, епископ Льежский, шурин Карла Смелого, брат зятя Людовика XI

## Экранизации
- 1955 — «Приключения Квентина Дорварда (англ.)» (производство США)
- 1971 — «Квентин Дорвард» (ТВ, мини-сериал) (производство Франция-Германия)
- 1988 — «Приключения Квентина Дорварда, стрелка королевской гвардии» (производство СССР)